# Andrea Rinaldo
 (mai 2023).
Pour les articles homonymes, voir Rinaldo.
Andrea Rinaldo (né le 13 septembre 1954 à Venise) est un ingénieur et hydrologue italien. Il est professeur à l'École polytechnique fédérale de Lausanne (EPFL) ainsi qu'à l'Université de Padoue.   

## Carrière
Andrea Rinaldo obtient un master en ingénierie en 1978 de l'Université de Padoue, puis un doctorat en mécanique des fluides de l'Université Purdue en 1983. En 1985, il obtient une chaire de mécanique des fluides à l'Université de Trente, mais se tourne rapidement vers l'hydrologie. En 1992, il rejoint l'Université de Padoue et en 2008 l'École polytechnique fédérale de Lausanne (EPFL) en tant que professeur ordinaire. Il a été directeur de l'Institut d'Ingénierie Environnementale de l'EPFL entre 2010 et 2013. En 2019, il est invité comme professeur invité distingué à l'Université Purdue. Il a également été professeur invité au MIT (1993-2001) et à l'Université de Princeton (2004-2006). Depuis juin 2015, il est vice-président de l'Istituto Veneto di Scienze, Lettere ed Arti, dont il est membre depuis 1995.    

## Recherche
Andrea Rinaldo dirige le laboratoire d'éco-hydrologie à l'EPFL. Ses recherches traitent notamment des phénomènes de transport dans le cycle de l'eau, de l'hydrogéomorphologie (en particulier la géométrie fractale des plans d'eau), de l'écologie des eaux, des modèles stochastiques de phénomènes naturels, des réseaux dans la nature, de l'évolutivité des écosystèmes ainsi que des systèmes fluviaux en tant que corridors pour les espèces, les populations et les pathogènes. Les publications du Rinaldo ont été citées plus de 20 000 fois et son Indice h s'élève en 2020 à 92. Il a publié une grande partie de son travail avec l'hydrologue vénézuélien Ignacio Rodríguez-Iturbe[source secondaire souhaitée]. 

## Distinctions
- 1982 : Prix E. Munson de l'Université Purdue

- 1984 : prix P. Gatto de l'Académie des Lyncéens

- 1999 : prix des sciences hydrologiques de l'Union américaine de géophysique[2]

- 2005 : médaille Dalton de l'Union européenne des géosciences[3]

- 2010 : Hydrology Days Award de l'Université d'État du Colorado[4].
- 2023 : Prix de l'eau de Stockholm[5]

En 2008, Rinaldo reçoit un Advanced Grant du Conseil Européen de la Recherche (ERC) pour un projet visant à l'étude des réseaux hydrographiques en tant que couloirs pour la biodiversité, les populations biologiques ainsi que les maladies transmises par les eaux. 
Rinaldo est élu à l'Académie royale suédoise des sciences et à l'Académie nationale d'ingénierie en 2006, à l'Académie nationale des sciences des États-Unis en 2012, ainsi qu'à l'Académie américaine des arts et des sciences en 2018.  

## Vie privée
Durant ses études, Andrea Rinaldo est capitaine de l'équipe de Padoue. Il est sélectionné à quatre reprises avec l'équipe nationale italienne, affrontant en 1977 le Maroc, la Pologne, la Roumanie et la Tchéquie en tant que deuxième ligne.
Il est membre du conseil d'administration de la Fédération italienne de rugby à XV. En novembre 2024, il est candidat à la présidence de World Rugby, l'instance qui gère l'organisation mondiale de ce sport. Il s'oppose à deux anciens internationaux : le français Abdelatif Benazzi et l'australien Brett Robinson mais est éliminé dès le premier tour avec 9 voix sur 52.
Il est marié à une pédiatre et père de trois enfants.

## Littérature
- A. Rinaldo: Il governo dell'acqua - Ambiente naturale e ambiente costruito. Marsilio, 2009.
- A. Rinaldo: Del Rugby - Verso une ecologia della pallaovale. Marsilio, 2017.